# آجي والثر
آجي والثر (بالدنماركية: Aage Walther)‏ هو لاعب جمباز فني دنماركي، ولد في 21 أبريل 1897 في Kølstrup Parish ‏ في الدنمارك، وتوفي بنفس المكان في 5 ديسمبر 1961.

## وصلات خارجية
- آجي والثر على موقع اللجنة الأولمبية الدولية (الإنجليزية)
- آجي والثر على موقع أوليمبيديا (الإنجليزية)